# Eine Stadt zittert vor Solo
| Figur                 | Darsteller          | Deutscher Sprecher |
| --------------------- | ------------------- | ------------------ |
| Vincent Cabral        | Jean-Pierre Mocky   | Berno von Cramm    |
| Chefinspektor Verdier | Henri Poirier       | Arnold Marquis     |
| Annabel               | Anne Deleuze        | Brigitte Grothum   |
| Virgil Cabral         | Dennis Le Guillou   | Andreas Mannkopff  |
| Marc                  | Eric Burnelli       | Thomas Eckelmann   |
| Eric                  | Alain Fourès        | Arne Elsholtz      |
| Micheline             | Sylvie Bréal        | Traudel Haas       |
| Vincents Hehler       | René-Jean Chauffard | Jürgen Thormann    |

Eine Stadt zittert vor Solo (Originaltitel Solo; deutscher Alternativtitel Die Brut der Gewalt) ist eine französisch-belgische Koproduktion aus dem Jahre 1969.

## Handlung
Die Gruppe Solo unternimmt einen Mordanschlag auf eine Party der Pariser Oberschicht. Chefinspektor Verdier übernimmt die Ermittlungen und bekommt ein Schreiben von einem gewissen Virgil. Er vermutet, dass die Täter aus dem studentischen Milieu kommen und linksextremistische Motive haben.
Der Violinist Vincent Cabral, Virgils Bruder, ein Kleinkrimineller, der mit gestohlenen Diamanten handelt und Virgil finanziell unterstützt, will eigentlich nur seinen Bruder treffen und wird dadurch in die Geschehnisse hineingezogen. Virgil organisiert mit Annabel, einer Mitverschwörerin, einen weiteren Terroranschlag, diesmal mit einer Bombe. Als der Bombenanschlag gelingt, flieht Vincent, der sich auf der Suche nach seinem Bruder ebenfalls vor Ort befand, mit Annabel in einem Güterzug. Virgil befindet sich ebenfalls in einem anderen Waggon des Zugs.
Da Vincent und Annabel planen, in der Nacht in einem Zug die Grenze zu passieren, findet eine Razzia statt, bei der Vincent getötet wird, Annabel gelingt mit Vergil hingegen unbehelligt die Flucht.

## Kritiken
„Ein französisch-belgischer, nach den Studentenunruhen (1968) entstandener Kriminalfilm, der das Problem des jugendlichen Radikalismus mit seinen politischen und moralischen Konsequenzen aufgreift, aber weitgehend in Unwahrscheinlichkeiten und Gemeinplätzen steckenbleibt.“